# Тянь Гэнсинь, Фома
Фома Тянь Гэнсинь (кит. упр. 田耕莘, пиньинь Tián Gēngxīn; 24 октября 1890, посёлок Чжанцю уезда Янгу, Китайская империя — 24 июля 1967, Тайбэй, Тайвань) — первый китайский кардинал, вербист. Титулярный епископ Руспы и апостольский викарий Янгу с 11 июля 1939 по 10 ноября 1942. Апостольский викарий Циндао с 10 ноября 1942 по 11 апреля 1946. Архиепископ Пекина с 11 апреля 1946 по 24 июля 1967. Апостольский администратор Тайбэя (Формоза) с 16 декабря 1959 по 15 февраля 1966. Кардинал-священник с титулом церкви с 18 февраля 1946, Санта-Мария-ин-Виа с 22 февраля 1946.